# Assut de la Séquia de Quart-Benàger-Faitanar
L'assut de la séquia de Quart-Benàger-Faitanar o assut de Quart o assut de Daroqui, es troba al municipi de Manises, a la comarca de l'Horta Oest, de la província de València. Es tracta d'una construcció catalogada com a Bé d'interès cultural, en la tipologia d'Infraestructures "territorials - Infraestructures hidràuliques", amb número d'anotació ministerial RI-51-0011241.

## Descripció historicoartística
Aquest assut, que separa les aigües d'aquesta séquia major, es troba entre els termes de Paterna i Manises, se situa a tres quilòmetres i mig aigua amunt de la població de Manises i a uns 500 metres aigües avall l'assut de la séquia de Montcada, és el primer que pren l'aigua pel marge dret dels de la Vega de València.
L'emplaçament de l'assut en aquest punt del riu es remunta al moment del disseny de la séquia mare de Quart-Benàger-Faitanar (Séquia de Quart i Séquia de Benàger i Faitanar), per tant en època medieval islàmica anterior al segle xiii, si bé l'obra que avui dia es veu és, en la seva estructura original, del segle xvii però amb una profunda remodelació de principis i primer quart del segle xx.
Com tots els assuts, aquesta construcció consta d'un mur recte, d'uns 80 metres de longitud i, en aquest cas particular, que està pràcticament transversal a la llera del riu Túria encara que utilitza una propera corba d'aquest per facilitar l'embocament de l'aigua. El material constructiu és el carreu, de fins a dos metres de llarg i d'entre 30 i 40 cm de gruix, travats amb argamassa, que integren una escala dotada de set nivells o esglaons. La casa de comportes es troba a l'extrem dret del conjunt incloent en la seva part subterrània la gola de la séquia formada per dos arcs de maó i un tallamar separador entre ells. També es pot distingir, una gran almenara de desguàs, independent, que en aquest cas ha adoptat una forma de torrassa reforçat i està construïda també amb grans carreus malgrat intervencions recents en formigó.
Totes aquestes construccions es deuen a la construcció de la central elèctrica de Daroqui, construïda junt al Molí de Daroqui per la companyia elèctrica VOLTA a 1905 i de nou ampliada a 1923, que van fer necessària l'ampliació de l'assut i presa d'aigua de la séquia des del canal a la central, passant la propietat d'aquestes instal·lacions, així com el canal fins a la central, de les comunitats de regants a la companyia elèctrica corresponent, actualment Iberdrola S. A., estant en l'actualitat pràcticament abandonades pel tancament de la central.
El conjunt de l'assut es troba en bastant bon estat malgrat l'impacte de les riuades, sens dubte per la modernitat de bona part de l'actual construcció. Com a conseqüència de la riuada de 1957, es va refer la casa de les comportes, i es va reforçar la part alta de les escales de l'assut amb obra de formigó, cosa que ha modificat parcialment l'aspecte del conjunt. Actualment segueix en funcionament per captar l'aigua de reg dels sistemes hidràulics de les séquies de Quart i Benàger-Faitanar, sent novament, propietat de les dues comunitats de regants. Com a conseqüència de la construcció de les infraestructures del "by pass", actualment s'ha quedat a 100 metres del pont que aquesta carretera té sobre el riu Túria.